# Юридический факультет Белорусского государственного университета
Юридический факультет БГУ — факультет Белорусского государственного университета.
Декан факультета — доцент, кандидат юридических наук Андрей Викторович Шидловский (с сентября 2021 года).
Факультет обеспечивает подготовку по двум ступеням высшего образования:
- подготовка дипломированных специалистов (специальности правоведение, политология, экономическое право)
- подготовка магистров (по специальности "Юриспруденция" с профилизациями "Гражданское право. Семейное право, международное частное право", "Право региональной интеграции, международной торговли и финансов", "Разрешение споров в экономической сфере", "Прокурорско-следственная деятельность", "Правовое регулирование цифровой экономики. Авторское право и смежные права. Право промышленной собственности", "Правовое обеспечение публичной власти", "International Commertional Law" и специальности "Политология" с профилизацией "Публичная политика")
- Подготовка научных работников высшей квалификации (аспирантура и докторантура).

По состоянию на 1 июня 2021 года:
- Учебный процесс обеспечивают 11 кафедр, Центр образовательных инноваций с отделом "Юридическая клиника", учебная лаборатория кафедры криминалистики. На факультете работает Музей правоведения.
- Численность профессорско-преподавательского состава (как штатные, так и совместители) — 243 человека (доктора наук — 26, кандидаты наук — 141, без степени — 76)
- На юридическом факультете обучается около 2600 студентов, магистрантов, аспирантов и докторантов.

## История факультета
Белорусский государственный университет был открыт в 1921 году. В его составе был и факультет общественных наук с отделением права, так что история современного юридического факультета берет начало именно с 1921 года.
Деканами факультета общественных наук были: профессор В. М. Игнатовский (1921—1922) и профессор С. З. Каценбоген (1922—1924)
Согласно исследованиям Л. П. Максимовой, «наиболее крупный вклад в дело развития юридической науки и подготовки кадров, в становление и развитие правового отделения БГУ в его начальной стадии внесли профессора В. И. Пичета (история российского и белорусского права), В. Н. Дурденевский (государственное право буржуазных стран), Г. С. Гурвич (советское государственное право), Б. В. Чредин (римское право), М. Б. Кроль (судебная психиатрия), И. Т. Титов (судебная медицина), М. О. Гредингер (гражданское право и гражданский процесс) и др.»
В 1925 году на базе отделения права был создан факультет права и хозяйства в составе двух отделений — правового и экономического. Деканом был назначен профессор С. Я. Вольфсон.
В 1925—1926 учебном году на факультете работало 12 профессоров: В. И. Пичета, С. Я. Вольфсон, А. В. Горбунов, М. О. Гредингер, В. Н. Дурденевский, М. В. Довнар-Запольский, С. Я. Каценбоген, Н. Н. Кравченко, Н. А. Прилежаев, В. Н. Перцев, В. Н. Ширяев, Б. В. Чредин, а также доценты: И. Я. Герцык, А. М. Арцимович, В. В. Якунин, А. Н. Шалауров, Г. А. Каплан; ассистенты: Ф. И. Гавзе, И. В. Герчиков, Н. А. Коноплин, В. А. Шахлин, О. С. Шамардина. Занятия по иностранным языкам вели преподаватели: Г. С. Блох, Л. Е. Буржуа, Довнар-Запольская, Г. Э. Земел, Л. Я. Сыркина, и другие.
В 1930 году факультет права и хозяйства реорганизован в факультет советского строительства и права.
В 1931 году этот факультет стал самостоятельным Институтом советского строительства и права с непосредственным подчинением Центральному Исполнительному Комитету БССР.
В 1932 году под названием Минский юридический институт (МЮИ) он был передан в подчинение Министерства юстиции БССР.
Директорами Минского юридического института в разное время были: А. Н. Юрашкевич, М. Н. Цветков, Штейнгарт, И. С. Андрейчик, Г. А. Поветьев.
В 30-е годы кафедры института пополнились молодыми учеными, окончившими аспирантуру. Среди них были И. Н. Лущицкий, Б. Е. Бабицкий, М. А. Гельфер, Я. Г. Марьяхин, А. А. Соколова, М. Ф. Молокович, Л. Гейфман и другие.
В 1941 году МЮИ вынужденно прекратил свою деятельность и возобновил её после освобождения Минска — в октябре 1944 года.
Среди героев Великой Отечественной войны — М. Б. Осипова, В. С. Жудро, М. Ф. Молокович, А. А. Соколова.
В 1954 году Минский юридический институт ликвидируется, а на его основе создается юридический факультет Белорусского государственного университета, который существует и сегодня.
Деканами юридического факультета в разное время были: Е. М. Семерихин, В. А. Дорогин, М. Н. Меркушев, И. М. Игнатенко, В. А. Шкурко, В. Ф. Чигир, В. Г. Тихиня, В. Н. Годунов. С 2002 по 2020 год деканом юридического факультета являлся С. А. Балашенко. С марта 2020 г. по сентябрь 2021 г. деканом юридического факультета БГУ являлась Михалёва Татьяна Николаевна.
С 8 сентября 2021 г. должность декана занимает Шидловский Андрей Викторович.

## Структура
Деканат юридического факультета
Совет юридического факультета
Кафедры на факультете:
- Криминалистики
- Экологического и аграрного права
- Конституционного права
- Уголовного процесса и прокурорского надзора
- Гражданского процесса и трудового права
- Гражданского права
- Уголовного права
- Теории и истории государства и права
- Политологии
- Финансового права и правового регулирования хозяйственной деятельности
- Государственного управления

Центры и отделы:
- Центр образовательных инноваций
- Отдел "Юридическая клиника" Центра образовательных инноваций

Учебные лаборатории:
- Криминалистики

Музей правоведения
Библиотека юридического факультета

## Проекты юридического факультета[11]

### Белорусская студенческая юридическая олимпиада
Олимпиада проводится юридическим факультетом БГУ с 2005 года и может считаться самым представительным студенческим форумом. Студенты разных учебных заведений встречаются, чтобы попробовать свои силы в юридических знаниях, решить самые интересные дела, получить новый опыт и новые знания, знакомства. Олимпиада проводится между студентами 2-5 курсов независимо от формы обучения в индивидуальных и командных соревнованиях и состоит из трех туров - заочного, очного (отборочного), очного (финального).

### Клиническое юридическое образование Беларуси
Клиническое юридическое образование – это образовательная программа профессиональной подготовки социально ориентированных юристов. Она реализуется на базе юридических клиник, созданных при вузах или некоммерческих (общественных) организациях, где студенты-юристы под наблюдением и руководством преподавателей-кураторов безвозмездно оказывают правовую помощь социально незащищенным гражданам (малоимущим), а также лицам, отбывающим наказание в исправительных учреждениях.

### Международный летний университет
Международный летний университет на юридическом факультете Белорусского государственного университета – это совместный проект факультета, а также Университета Париж Запад-Нантер-Дефанс и Университета Потсдам. История Летнего университета берет свое начало в 2011 году. Выступления ведущих белорусских и иностранных профессоров, доцентов и аспирантов по актуальным темам, дискуссии по темам выступлений, возможность задать волнующие вопросы в сфере права ежегодно привлекают к участию в Летнем университете более 200 участников из Беларуси, Франции, Германии, России, Украины, Латвии и других стран.

## Официальный сайт юридического факультета
Сайт юридического факультета появился в феврале 2001 года и выполнял чисто представительские функции.
30 октября 2002 года сайт пережил своё второе рождение и стал выполнять также функции информирования (каналы новостей), обеспечения учебного процесса (раздел методических материалов с авторизованным доступом) и коммуникации (форум, гостевая книга). Кроме того, расширяется и электронная библиотека сайта, где в открытом доступе имеются монографии, учебно-методические пособия и научные статьи преподавателей юридического факультета.
11 сентября 2017 года сайт переведен на платформу Joomla!
Сайт удостоен ряда наград на конкурсах сайтов:
- 2007 год. Победитель конкурса ТИБО-2007 (3 место в номинации «Наука и образование» среди 87 сайтов)[14].
- 2008 год. Победитель Шестого конкурса контент-проектов TUT.BY в апреле 2008 года (2 место' в номинации «Образование»] среди 31 сайта)[15]
- 31 октября 2008 года. Диплом 1 степени на выставке «Инновации в юридическом образовании». Академия МВД[16]
- 2012-2017. Победитель и призёр Конкурса сайтов БГУ.